# کودتای ۶۲۸ میلادی
کودتای ۶۲۸ میلادی، شورشی بود از جانب نجیب زادگان دربار و به همراهی شیرویه فرزند نخست خسرو که در پی ان خلع و قتل خسرو پرویز و پسرانش را در پی داشت. شورشی ویرانگر که آغازگر
نابودی شاهنشاهی ساسانی شد.
باید پنداشت که مخالفین چه کسانی بوده‌اند و وضعیت اواخر دولت ساسانی چه تاًثیری بر روند کودتا داشت.

## وضعیت اواخر دولت ساسانی
آخرین نبردی که بین سپاهیان ساسانی و دولت روم شرقی رخ داد نبرد نینوا بود.
خسرو پرویز از حمله سپاه هراکلیوس آگاه بود هراکلیوس سپاهیان خود را از رود خانه زاب عبور داد، و اردوگاه خود را نزدیک نینوا پایتخت آشور باستان برپا کرد. سپاه ساسانی به فرماندهی رزوتیس سردار ایرانی برای مقابله با سپاهیان روم به میدان نبرد فرستاده شد.
جنگ آغاز شد و نبرد خونینی روی داد اول ساسانیان دست بالا را درجنگ داشتند.
حتی هراکلیوس در این جنگ آسیب دید. این نبرد خونین پس از ساعاتی به پان رسید.
هراکلیوس پیروز شد و بزرگترین فاجعه را بر پیکره سپاه ساسانی وارد کرد
بیش از پنجاه هزار نفر از اسواران ساسانی کشته شده‌اند، این آخرین ارتش بزرگ اسواران بود که بر سر راه هراکلیوس ایستادگی کرد؛ و جای خالی ان در حمله اعراب به شدت حس می‌شد.
رزوتیس با نظم و ترتیب باقی‌مانده ارتش را به عقب برد و خسرو دستور داد در شمال
تیسفون در کنار کانال توروا دست به مقاومت بزنند. هراکلیوس به نزدیکی
تیسفون رسید و در آنجا نامه‌ای به این مضمون نوشت، ,,,,,,, شتابزده بسوی صلح می‌روم
چرا که با رضا و رغبت پارس را ویران نمی‌کنم، اما پس از آنکه مرا ناگزیر ساختی،
بگذار صلح را غنیمت بشماریم، بگذار آتش را فرو نشانیم پیش از آنکه همه چیز را ببلعد، ,,,,,,,
خسرو مذاکرات را در این باب رد کرد. هراکلیوس به سمت قفقاز رفت چون خود مشکلات
زیادی در درون مرزهای امپراتوری خود داشت. این جنگ‌ها نتایج خونینی در پی داشتند
بطوری‌که به تخمین بیزانسی‌ها دویست هزار نفر از سریازان درجه یک آن‌ها کشته شده‌اند
و در طی این سال‌ها همین تلفات را باید برای ارتش ساسانی دانست. در مجموع ساسانیان و
بیزانسی‌ها بیش از چهارصد هزار نفر از ارتش خود را از دست داده بودند،

## عوامل کودتا
همان گونه که قابل پیش‌بینی بود خسرو پرویز مذاکرات را با دولت روم رد کرد
زیرا خواهان نابودی بیزانس بود نکته اینجاست که متصرفات خسرو پرویز بجز ناحیه
قفقاز، همه در دست دولت ساسانی بود شمال آفریقا مصر و شهرهای سوریه و قسمت بزرگی از
ترکیه کنونی هنوز در دست سپاهیان خسرو بود. مشکلات جنگ با دولت بیزانس خسرو را
از توطئه‌های دربار بی خبر ساخت، در دوران حکومت خسرو پرویز هر طیفی از نجیب زادگان و موبدان و
بزرگان دولت یا از قدرت کنار گذاشته شدند یا مزایای خود را از دست داده بودند
و به حاشیه رانده شده بودند. در دورانی که پادشاه درگیر مشکلات جنگ با بیزانس بود
واین جنگ‌ها نارضایتی‌های زیادی در بدنه ارتش و دربار به وجود آورده بود بهترین فرصت برای
یک کودتا بدست آرامش خواهان بود و برای آن‌هایی که از خسرو کینه به دل داشتند. از زمان ورود
شیرین معشوقه خسرو، به دربار که فرزندانی برای خسرو به دنیا آورد
نارضایتی‌های در دربار به وجود آورد او کیش مسیحی داشت و سخت محبوب خسرو بود و
نفوذ زیادی در قدرت داشت، در دورانی که پادشاه در گیر مشکلات جنگ با روم بود
مسئله ولیعهدی پیش آمد در این دوران شیرین می‌خواست به جای شیرویه که فرزند نخست خسرو
بود فرزند خود را به نام مردانشاه به جانشینی همسرش بگمارد.
خسرو پرویز آخرین پسر خود را از شیرین به نام مردانشاه وارث تاج و تخت
اعلام کرد. این عمل آغازگر توطئه سیاسی در تیسفون شد مخالفین خسرو پشت سر شیرویه
جمع شدند. شیرویه که مقام سلطنت را از ان خود می‌پنداشت از شنیدن این خبر
آشفته شد و به همراه سرداران و نجیب زادگان دست به توطئهٔ خونینی زدند
شیرویه به همراهی دسیسه گران طرح کودتایی را ریختند که پدر را از تخت به زیر بکشند
و خود به نام قباد دوم به تخت نشیند، فرماندهی این کودتا را گشنسپ اسپا
رهبری کرد.

## فرجام کار
خسرو پرویز را در قلعه فراموشی به زندان کردند در عملی قساوت‌آمیز شیرویه،
مردانشاه را در حضور خسرو به قتل رساند و شماری دیگر از برادران خود را به همان شیوه کشت
و به تحریک دسیسه گران دستور داد خسرو را پس از پنج روز به قتل برسانند. و همسر محبوبش شیرین
هم در کنار دخمه خسرو دست به خود کشی زد. این پایان اسفبار پادشاهی بود که هرچند برای
زمان کوتاه، سیادت دوران هخامنش را بازگرداند و به عنوان کسی عمل کرد که به
رنسانس فرهنگی یاری رساند.